# Kenny Brokenburr
Kenneth L. „Kenny” Brokenburr (ur. 29 października 1968 w Winter Haven) – amerykański lekkoatleta, sprinter.
Złoty medalista mistrzostw USA. W 2000 Brokenburr biegł na pierwszej zmianie amerykańskiej sztafety 4 x 100 metrów podczas igrzysk olimpijskich w Sydney. W półfinale i finale nie znalazł się już w składzie wybranym przez trenerów, ale ponieważ w finale amerykańska sztafeta pierwsza minęła linię mety, to Brokenburr otrzymał złoty medal tej imprezy. W 2003 zdobył złoty medal rozegranych w Santo Domingo igrzysk panamerykańskich w biegu na 200 metrów.

## Rekordy życiowe
- bieg na 100 metrów – 10,04 (1997 & 2000) / 9,90w (1999)[1]
- bieg na 200 metrów – 20,04 (2000)
- bieg na 60 metrów (hala) – 6,52 (1998)